# Unitatis Redintegratio
Unitatis Redintegratio, psáno též Unitatis redintegratio (Obnovení jednoty) je dekret Druhého vatikánského koncilu o ekumenismu. Byl přijat poměrem hlasů 2137 ku 11 hlasům biskupů shromážděných na koncilu a byl vyhlášen papežem Pavlem VI. 21. listopadu 1964 (na svátek Uvedení Panny Marie do chrámu). 
Název dokumentu je převzat z úvodních slov (incipitu) latinského textu. Úvodní slova oficiálního překladu jsou: „Obnovení jednoty všech křesťanů je jedním z hlavních zájmů Druhého vatikánského koncilu.“ 

## Popis
Unitatis Redintegratio vyzývá ke sjednocení křesťanstva a je podobná dřívější výzvě k jednotě papeže Lva XIII. v encyklice Praeclara gratulationis publicae z roku 1894 a papeže Pia IX. v encyklice In Suprema Petri Apostoli Sede. Unitatis však formuluje jiný druh ekleziologie než Praeclara. Zaměřuje se spíše na jednotu Božího lidu a na odloučené křesťanské bratry, než aby podle klasické formulace trvala na tom, že schizmatici se musí vrátit do ovčince pod jednotu Kristova náměstka. 
Unitatis uznává, že existují vážné problémy s vyhlídkami na sjednocení s reformačními společenstvími, která se nesnaží nárokovat si apoštolskou posloupnost, jak to činí anglikánské společenství. Církevní společenství, která se hlásí ke kalvinismu, jsou obzvláště náročným případem, protože mezi nimi a katolicismem existují významné doktrinální rozdíly v klíčových otázkách, jako je ekleziologie, liturgie a mariologie. Jiná společenství mají s katolickým křesťanstvím neřešitelné doktrinální rozdíly, protože jejich teologie o Nejsvětější Trojici je zjevně neslučitelná s naukou, jak ji formuloval nicejský koncil v rané církvi.

## Obsah
Dekret se skládá z předmluvy a tří kapitol;
1. Katolické zásady ekumenismu
2. Praktické uskutečňování ekumenismu
3. Církve a církevní společenství oddělené od římského apoštolského stolce

Třetí kapitola se zaměřuje zejména na vztahy s východními církvemi, pravoslavnými církvemi a protestantismem.
Obsahově dekret navazuje na dogmatickou konstituci Lumen gentium o církvi, kterou koncilní otcové přijali ve stejný den jako dekret, tedy 21. listopadu 1964. Unitatis redintegratio sice odkazuje na zásadní rozdíly mezi církvemi a církevními společenstvími (lat. communitates ecclesiales, communitates ecclesiasticae) na Západě, které jsou odděleny od Říma, ale zároveň pojmenovává různé společné rysy s jinými vyznáními a uznává úsilí ekumenického hnutí. Stejně jako v Lumen gentium (č. 15) jsou i jiná vyznání uznávána jako církevní a říká se, „že některé, dokonce mnohé a významné prvky či dobra, z nichž je církev jako celek vybudována a získává svůj život, mohou existovat i mimo viditelné hranice katolické církve: psané Boží slovo, život milosti, víra, naděje a láska a další vnitřní dary Ducha svatého a viditelné prvky: to vše, co vychází z Krista a vede k němu, právem patří k jediné Kristově církvi“. (č. 3.) Místo heretiků a schizmatiků jako dříve se v dekretu hovoří o „odloučených bratřích“ (č. 1). Pro usnadnění ekumenického dialogu zdůrazňuje hermeneutický princip „hierarchie pravd v rámci katolické nauky podle různých způsobů jejich vztahu k základu křesťanské víry“ (č. 11). Pro Gerharda Feigeho tato prohlášení znamenala přechod od exkluzivistické k inkluzivistické eklesiologii, a proto byla příznivě přijata teology a církevními představiteli jiných denominací.
V návrzích dekretu se původně počítalo s tím, že se bude zabývat také vztahem katolické církve k židovství a náboženskou svobodou. Po kontroverzních diskusích a zásahu papeže Pavla VI. byla tato témata vyřazena a dekret se omezil na vztah k ostatním křesťanským církvím. Náboženskou svobodou se zabývala deklarace Dignitatis humanae, zatímco vztah církve k judaismu se stal součástí deklarace Nostra aetate o postoji církve k nekřesťanským náboženstvím, které byly obě přijaty na čtvrtém zasedání koncilu na podzim 1965.

## Následný vývoj
Papež Jan Pavel II. odkazuje na učení obsažené v Unitatis Redintegratio a navazuje na tento dokument ve své encyklice Ut unum sint z 25. května 1995. 
Kardinál Walter Kasper se při příležitosti 40. výročí promulgace Unitatis v poznámkách nazvaných „Dekret o ekumenismu – po čtyřiceti letech znovu čten“ zabýval problematikou tohoto dokumentu.